# Gerhard Stocker

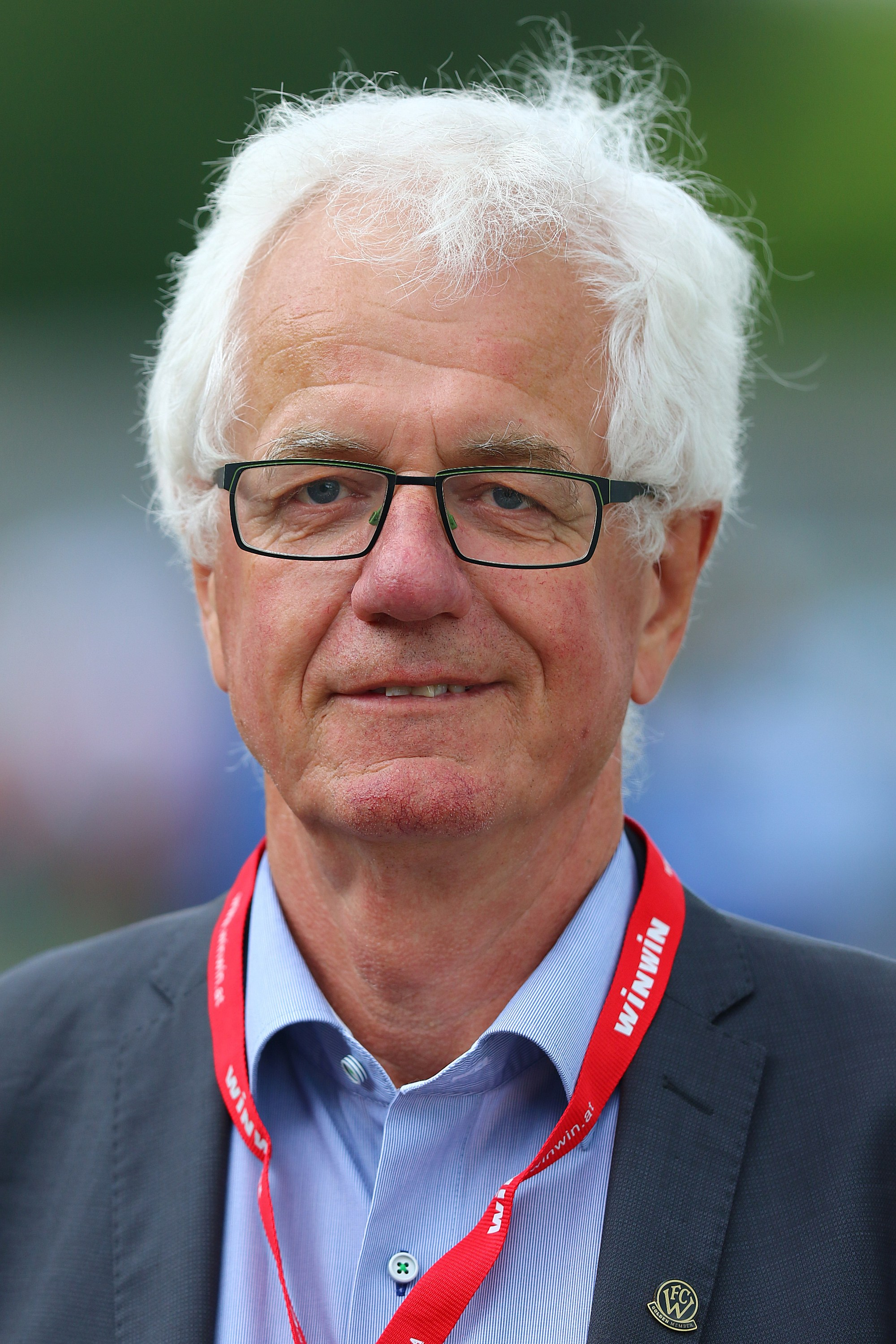
Gerhard Stocker (2018)

Gerhard Stocker (* 14. September 1951 in Innsbruck) ist ein österreichischer Manager. Er war von Februar 2017 bis Juli 2020 Präsident des FC Wacker Innsbruck.

## Leben und Karriere
Gerhard Stocker gründete 1974 mit Otto Staudacher in Innsbruck das Unternehmen Stasto Automation, das anfangs mit Magnetventilen und Druckluftarmaturen handelte. Das Sortiment wurde um die Geschäftsfelder Pneumatik, Industriearmaturen und Hydraulik erweitert. 1994 expandierte das Unternehmen nach Tschechien, 2005 Polen und 2007 Schweiz, Slowenien, Bosnien-Herzegowina, Montenegro und Mazedonien. 2003 übergab Gerhard Stocker die Geschäftsleitung an seine Söhne Christof und Dieter Stocker.
Als Michael Bielowski einen Obmann für den Fußballverein FC Wacker Tirol suchte, wurde Stocker im März 2003 zum Obmann gewählt und führte den Verein bis 2009. Im Februar 2017 erklärte er sich wieder bereit, den Vorsitz des FC Wacker Innsbruck zu übernehmen. Von August 2018 bis Dezember 2019 amtierte er als Vorsitzender der österreichischen Bundesliga, als seine Stellvertreter fungierten WSG-Wattens-Präsidentin Diana Langes-Swarovski und LASK-Präsident Siegmund Gruber.